# Walter Woolf King
Walter Woolf King (San Francisco, 2 novembre 1899 – Beverly Hills, 24 ottobre 1984) è stato un attore e cantante statunitense.

## Biografia
Nato a San Francisco, Walter Woolf King iniziò a cantare per guadagnarsi da vivere sin dalla giovane età, esibendosi inizialmente perlopiù in canti sacri nelle chiese. Debuttò al Broadway theatre nel 1919, diventando presto un apprezzato baritono di operetta e in commedie musicali.  
Negli anni successivi si avvicinò al cinema; tra le sue interpretazioni più note si annoverano quelle nei film Una notte all'opera e I cowboys del deserto, entrambi con i Marx Brothers. Ebbe esperienze come conduttore radiofonico e successivamente intraprese anche la carriera di manager. Tra gli anni 1950 e 1960 apparve più volte in televisione e interpretò piccoli ruoli in alcuni film. Apparve per l'ultima volta nel 1977 in un film per la tv, One in a Million: The Ron LeFlore Story.
Morì a Beverly Hills nel 1984.

## Filmografia parziale

### Cinema
- Una notte all'opera (A Night at the Opera), regia di Sam Wood (1935)
- Avventura a Vallechiara o Noi e... la gonna (Swiss Miss), regia di John G. Blystone, Hal Roach (1938)
- Balalaika, regia di Reinhold Schünzel (1939)
- I cowboys del deserto (Go West), regia di Edward Buzzell (1940)
- I ribelli del Sahara (A Yank in Libya), regia di Albert Hernan (1942)
- Parata di splendore (Tonight We Sing), regia di Mitchell Leisen (1953)
- Il fondo della bottiglia (The Bottom of the Bottle), regia di Henry Hathaway (1956)
- Quando l'amore è romanzo (The Helen Morgan Story), regia di Michael Curtiz (1957)
- Kathy O', regia di Jack Sher (1958)
- Il capo famiglia (The Householder), regia di James Ivory (1963)
- I temerari del West (The Raiders), regia di Herschel Daugherty (1963)

### Televisione
- General Electric Theater – serie TV, episodi 4x09-6x09 (1955-1957)
- TV Reader's Digest – serie TV, episodio 2x30 (1956)
- Frida (My Friend Flicka) – serie TV, episodio 1x24 (1956)
- Mr. Adams and Eve – serie TV, episodio 1x11 (1957)
- Surfside 6 – serie TV, episodio 2x02 (1961)
- Sotto accusa (Arrest and Trial) – serie TV, episodio 1x03 (1963)
- Il virginiano (The Virginian) – serie TV, 10 episodi (1963-1966)
- La grande vallata (The Big Valley) – serie TV, episodio 1x10 (1965)
- Selvaggio west (The Wild Wild West) – serie TV, episodio 1x01 (1965)
- I sentieri del west (The Road West) – serie TV, episodio 1x28 (1967)